# Green Is the Colour
Green Is the Colour è una canzone della progressive rock band Pink Floyd, tratto dall'album Soundtrack from the Film More del 1969.
Dal '69 fino al 1971, i Pink Floyd la suonavano regolarmente nei loro concerti.
L'ultima volta che si è sentita dal vivo è nel breve tour in Giappone del '71.

## Modalità del live
Nei loro concerti, i Pink suonavano il pezzo molto più lento e meno acustico. Richard Wright suonava l'organo che creava una patina di calma che aleggiava sul brano e degli accordi finali che fungevano da collegamento alla canzone che da sempre l'ha seguito, Careful with That Axe, Eugene. David Gilmour fece un assolo vocale sopra quello di chitarra elettrica verso la fine del brano nel live alla BBC Radio del 1969.
In un'introduzione di Green Is the Colour risalente al 1970, Roger Waters diceva che si ascolta a Ibiza, riferendosi al segmento del film More - Di più, ancora di più dove la si può sentire.
Nella suite The Man and the Journey, la canzone è stata rinominata The Beginning nella parte The Journey e la sua melodia si può inoltre ascoltare nel pezzo Beset by the Creatures of the Deep, una rivisitazione di Careful With That Axe, Eugene, sempre della stessa parte.
Una versione registrata dal vivo per la BBC il 12 Maggio 1969 è inserita nel boxset del 2016 "The Early Years 1965 – 1972" ed è stata anche rilasciata sotto forma di videoclip promozionale sul canale YouTube ufficiale del gruppo.

## Formazione
- David Gilmour: chitarra, voce
- Roger Waters: basso elettrico
- Richard Wright: tastiera
- Nick Mason: percussioni
- Lindy Mason: Tin whistle